# 四惠东站
四惠东站是一个位于中国北京市朝阳区高碑店地区康家沟村建国路及京通快速路北側，属于北京地铁1号线的地铁车站，同时也是1号线东端的终点站，1999年9月28日随复八线开通运营。本站原亦为北京地铁八通线的途径车站，2021年8月29日，1号线与八通线贯通运营，八通线起点站改为高碑店站，本站则完全改为1号线运营车站。

## 位置
此站位于朝阳区，东四环外，京通快速路北侧。双沙铁路（东北环线）在该站东侧上跨1号线四惠东折返线及四惠车辆段入库折返线（原八通线路线）的路轨。

## 车站结构
四惠東站一层为站台层，二层为站厅层。
1号线月台东端设有交叉渡线，现用于1号线和八通线的所有出入库列车进行折返，八通线月台东端同样设有一组交叉渡线；西侧两线轨道间现已加装四组道岔，具备贯通运营的条件。2021年8月29日，位于北侧的1号线站台在1号线与八通线贯通运营后封闭停用，所有载客列车均在原八通线站场停靠，原1号线上客站台仅开放西北侧的卫生间，但于2025年4月12日因极端大风导致八通线四惠东以东区段停运而短暂开放使用。
| 地上二层 站厅层 | 站厅                                  | A-B出入口、票务服务、自动售票机、一卡通充值 |
| 地上一层 站台层 | 侧式站台（备用）、卫生间              | 侧式站台（备用）、卫生间                    |
| 地上一层 站台层 | 备用轨道                              |                                             |
| 地上一层 站台层 | 备用轨道                              |                                             |
| 地上一层 站台层 | 岛式站台，右側開门                    |                                             |
| 地上一层 站台层 | 1号线往古城（四惠）                   |                                             |
| 地上一层 站台层 | 1号线往环球度假区（八通线）（高碑店） |                                             |
| 地上一层 站台层 | 侧式站台，右側開门                    |                                             |

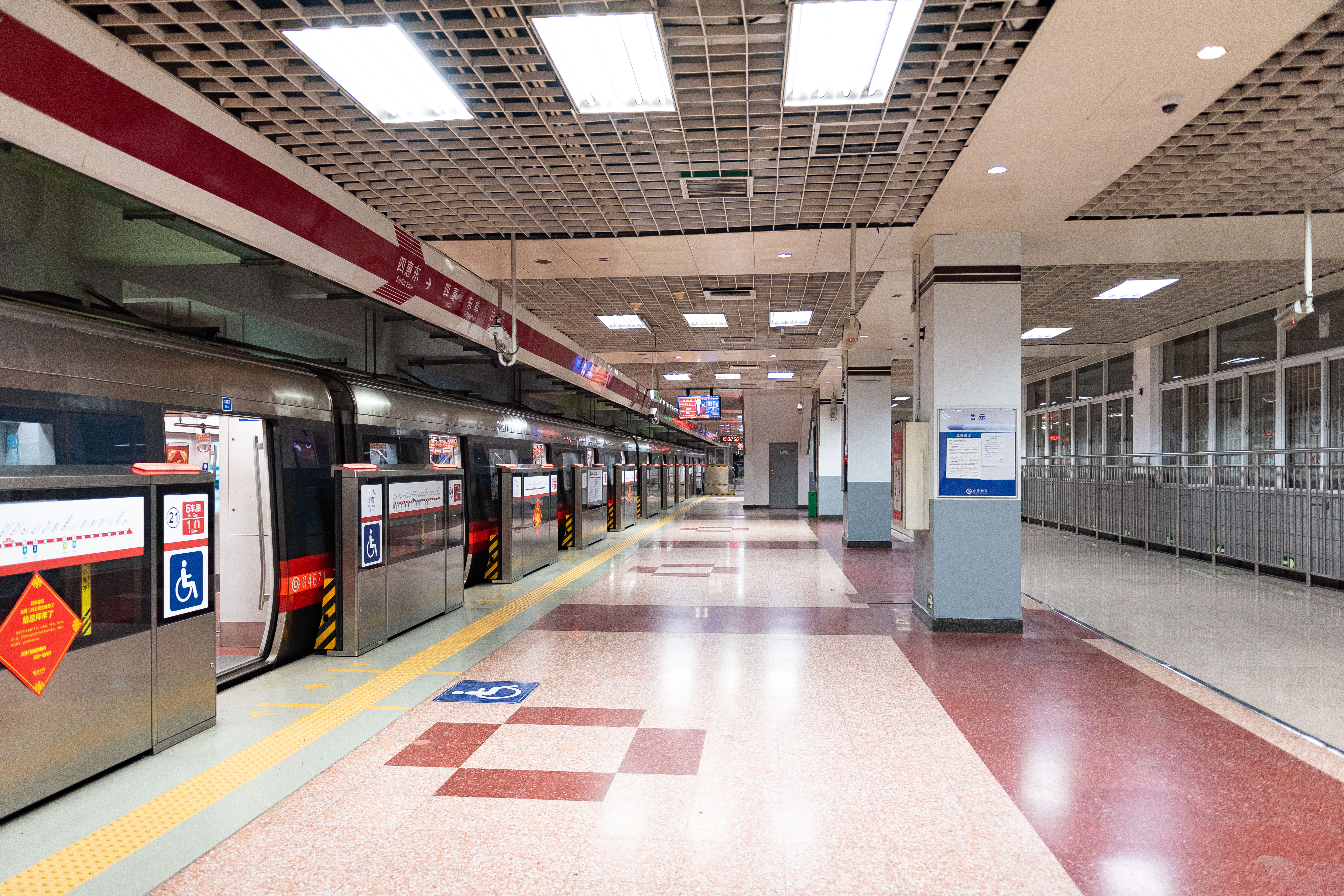
1号线西行站台 （2021年2月摄）
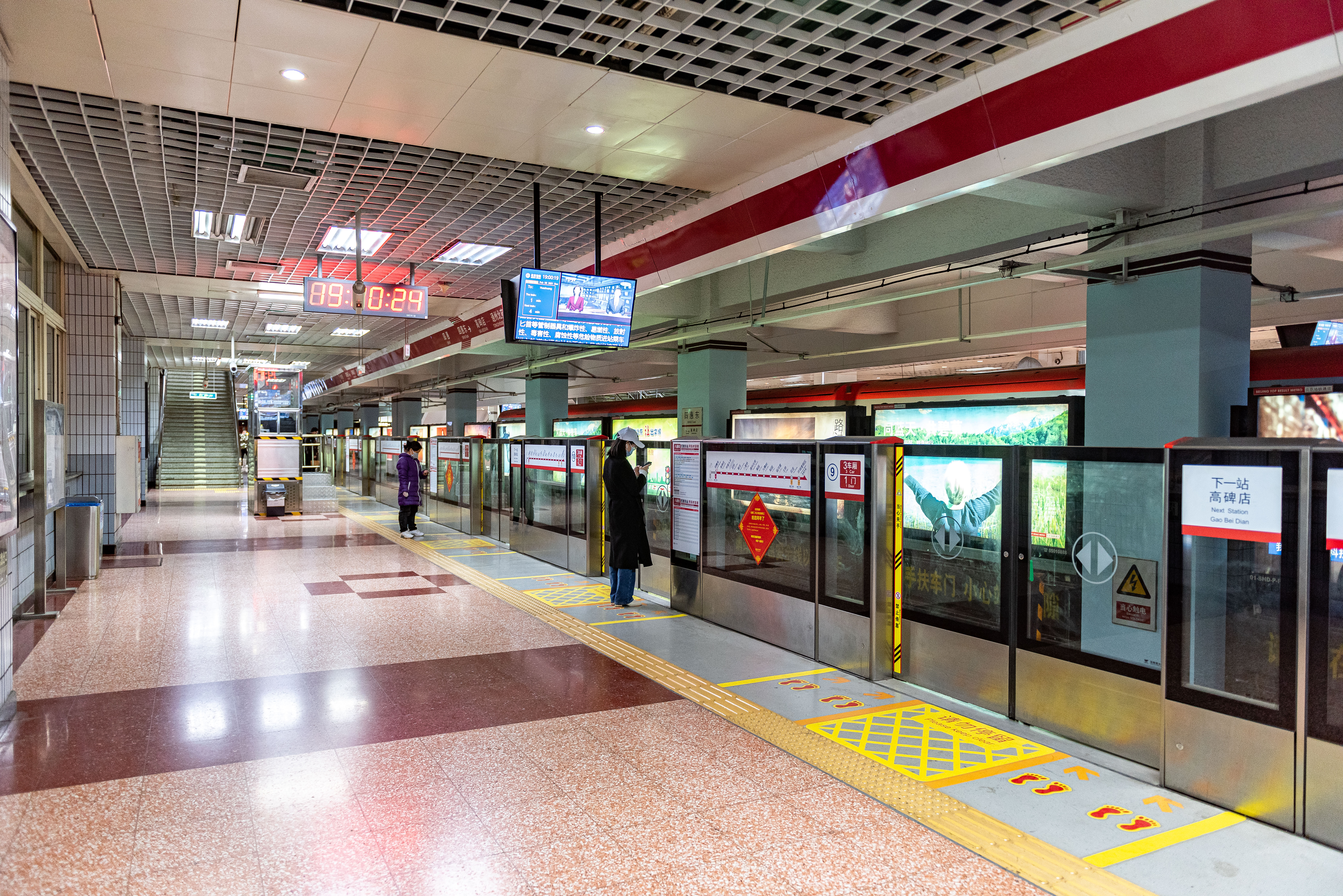
八通线东行站台 （2021年2月摄）
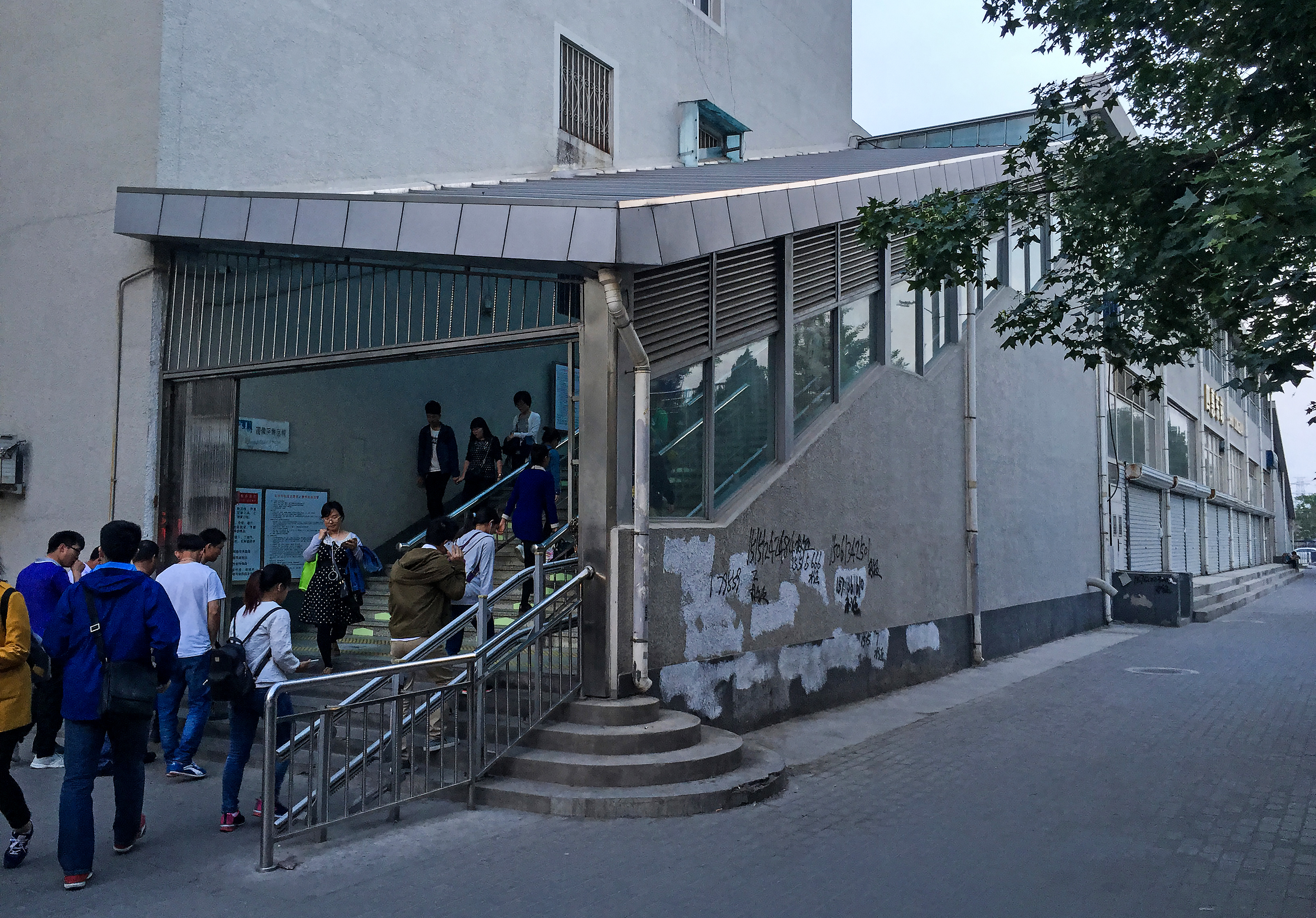
四惠东站的站房 （2016年4月摄）
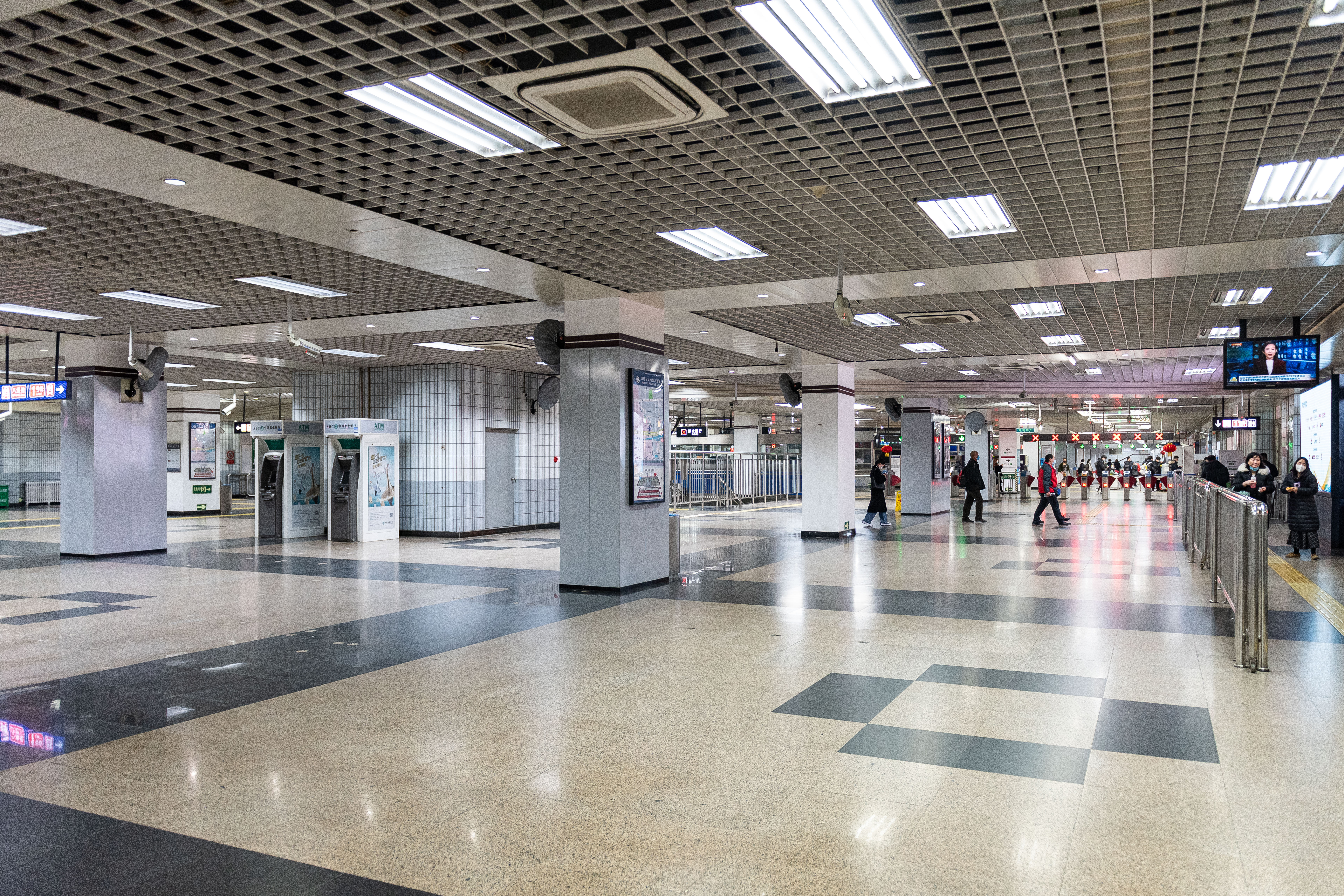
四惠东站站厅 （2021年2月摄）
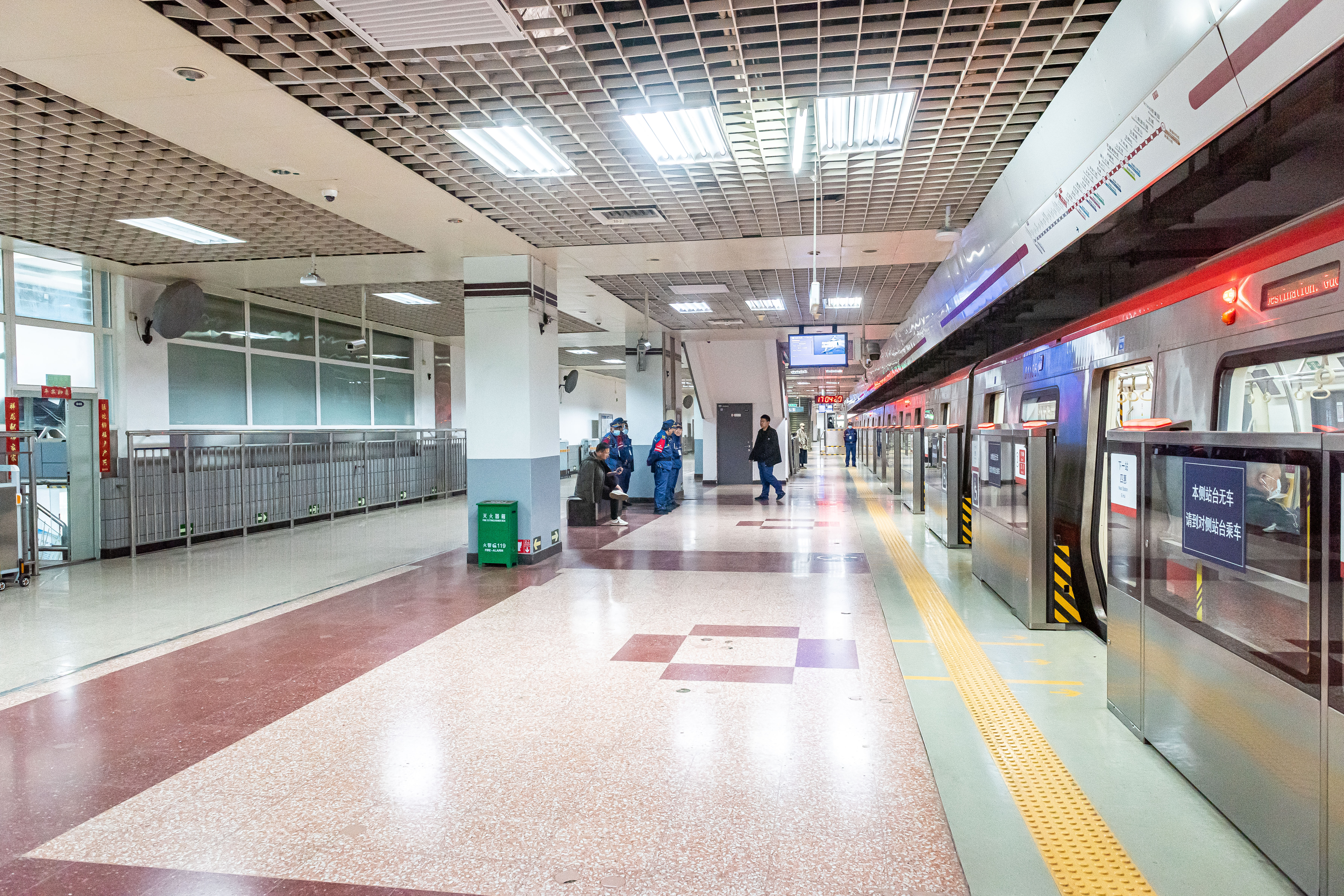
短暂重启的原西行站台 （2025年4月12日摄）

- 停止载客前，四惠站北侧站台最后一列1号线客车驶入。
- 停止载客前，四惠站北侧站台最后一列1号线客车驶离。
- 短暂重启的原西行站台
（2025年4月12日摄）

## 出口
该站开通初期只在南侧设有A出入口（南口），后为方便车站北侧的康家沟村村民使用该站，东北侧的员工通道改为地面出入口。
2003年前后开通前往通惠家园的B出入口（北口）。
由于四惠东站西北侧建成多座大型商务写字楼，从四惠东站西北方向进站的乘客数量剧增，唯因该站缺乏西北地面出入口，来往北侧写字楼的乘客需经由通惠家园惠民园北侧一座十余米高的外挂楼梯。为此，本站西北侧的员工通道于2017年12月被改造为地面出入口。
|                           |        |                               |      |            |
| 编号                      | 指示   | 建议前往的目的地              | 照片 | 无障碍设施 |
| 出口 · A · 轮椅升降台标志 | 建国路 | 天洋·运河壹号、中国紫檀博物馆 |      |            |
| 出口 · B                  |        | 康家沟村、康家园              |      | 不適用     |
| 出口 · B                  |        | 华腾世纪、尚8里、康家沟村     |      | 不適用     |
| 出口 · B                  |        | 通惠家园                      |      | 不適用     |
| 註： 設有輪椅升降台       |        |                               |      |            |